# تكلفة الإنتاج النسبية
النفقات أو التكاليف النسبية، (Comparative Cost)، هي النسبة بين نفقة إنتاج وحدة من سلعة معينة في بلد ما بالقياس إلى نفقة إنتاج وحدة من نفس السلعة في بلد آخر، ولنفرض مثلا: إن ساعات عمل مقدارها عشرة ساعات يمكن أن تنتج مائة وحدة من المعلبات أو 150 وحدة من الأقمشة في بلد مثل العراق، ومائتي وحدة من المعلبات و450 وحدة من الأقمشة في بلد مثل اليابان.
فمعنى ذلك إن تكلفة إنتاج وحدة من المعلبات في العراق هي 1/10 ساعة عمل، وتكلفة إنتاج وحدة الأقمشة هي 1/15 ساعة عمل. في حين إن نفقة الإنتاج في اليابان هي 1/20 ساعة عمل للمعلبات و1/45 ساعة عمل للأقمشة. وتسمى النفقة أو الكلفة التي يتطلبها إنتاج كل وحدة من هذه الوحدات بنفقة أو تكلفة الإنتاج المطلقة ( Absolute Cost)، أما النفقات أو التكاليف النسبية فهي ( في مثالنا ) بين العراق واليابان مثلا ، تمثل 20/10 = 2 بالنسبة للمعلبات ، و 45/15 = 3 بالنسبة للأقمشة.
وأول من وضع نظرية التكاليف النسبية هو العالم الاقتصادي دافيد ريكاردو، وتتلخص نظريته في أنه إذا سادت حرية التجارة فإن كل دولة تتخصص في إنتاج السلع التي تستطيع إنتاجها بتكلفة منخفضة نسبياً عن غيرها من الدول الأخرى وتستورد السلع التي ينتجها الخارج بتكلفة منخفضة نسبياً أي يتمتع في إنتاجها بميزة نسبية.